# Betta
Betta es un extenso género de la familia de los gouramis, conocidos vulgarmente como peces luchadores, peces luchadores de Siam, peces gallos, gallos de Asia  o bettas. Se incluye en el Orden de los Perciformes.

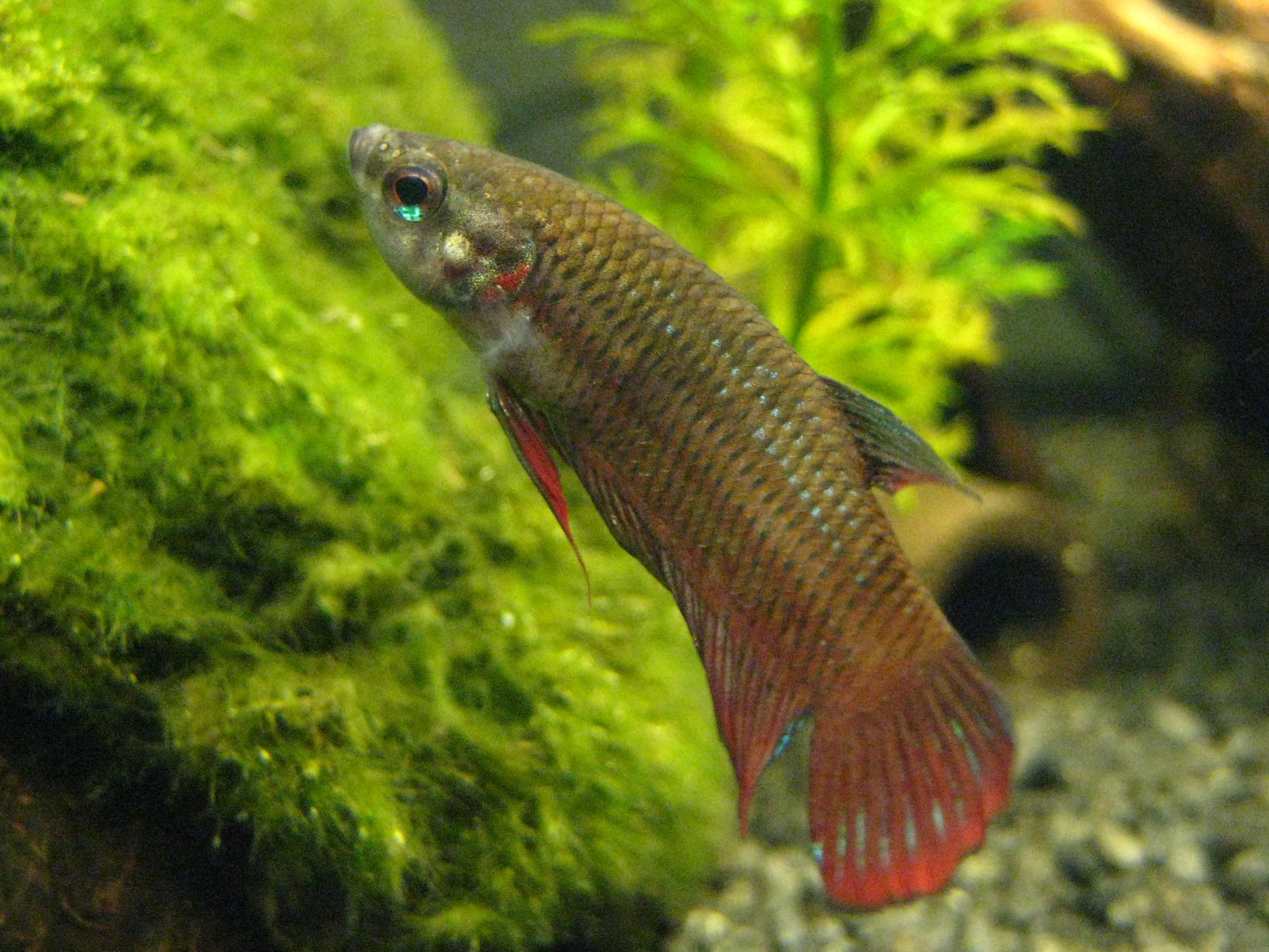
Betta tussyae.

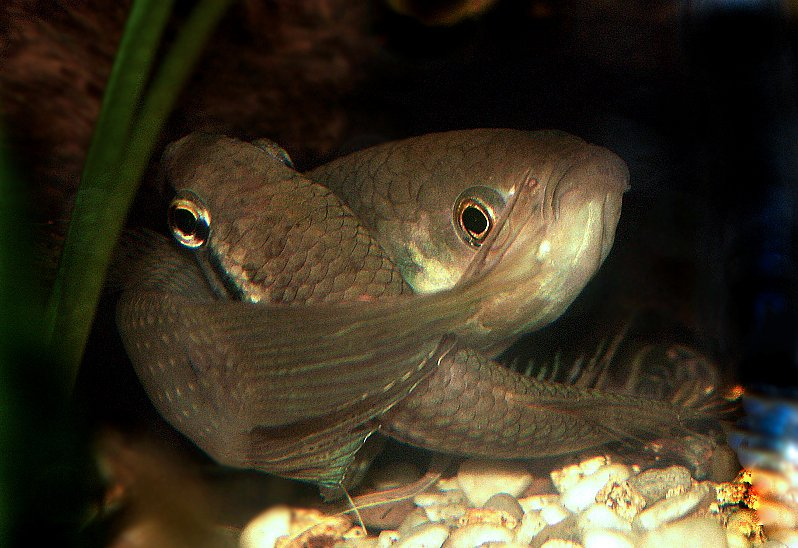
Betta fusca.

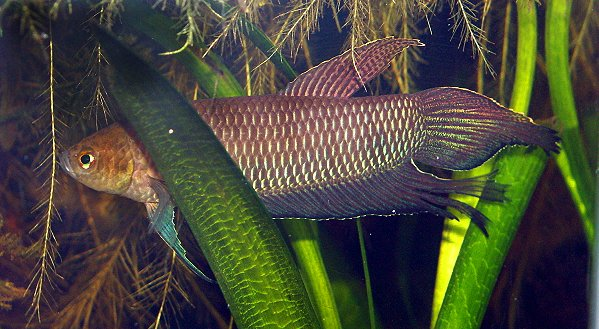
Betta simorum.

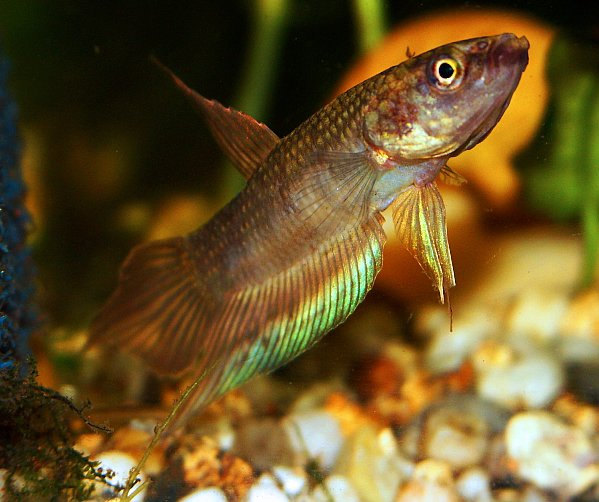
Betta dimidiata.

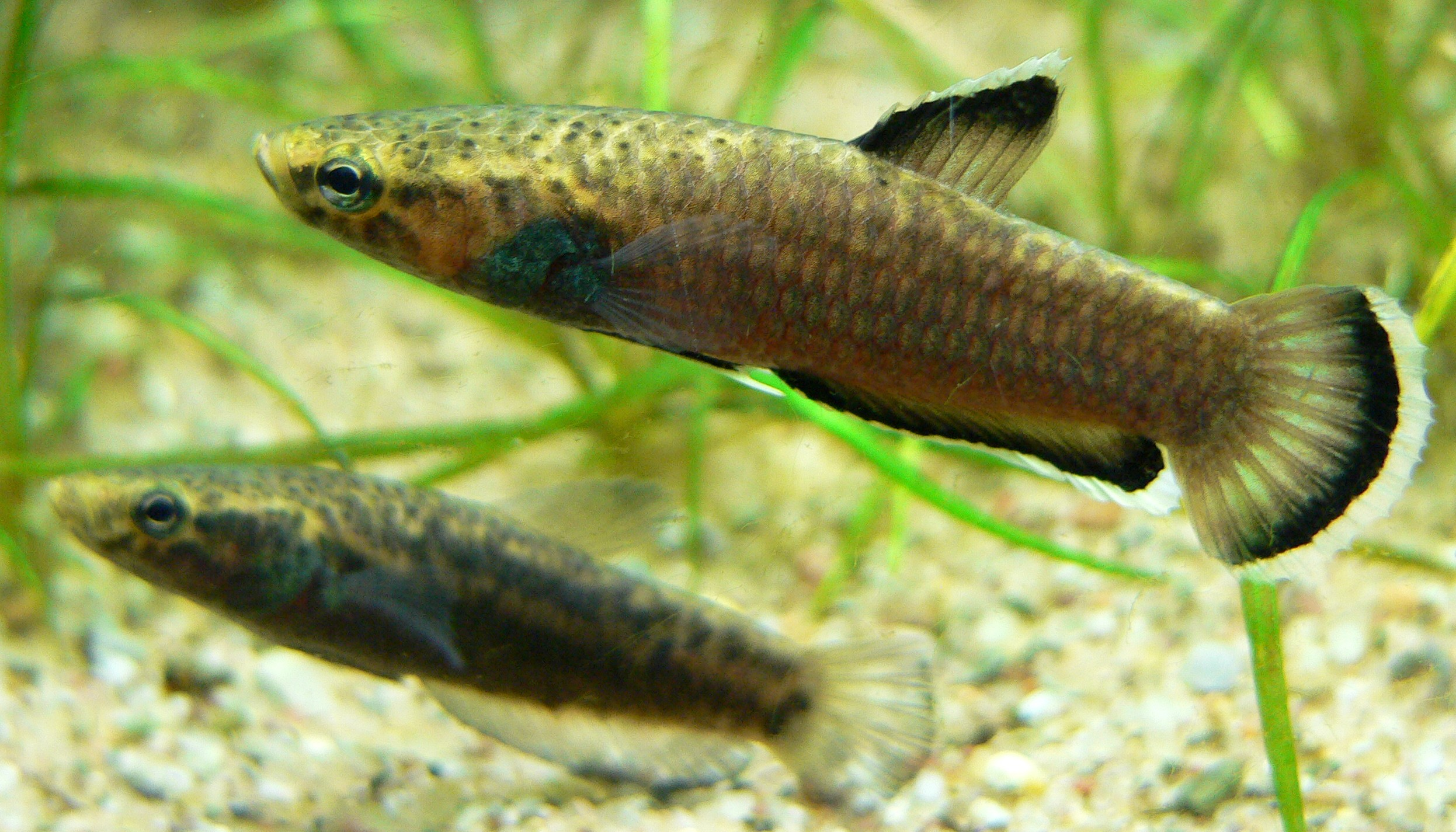
Betta albimarginata.

## Especies
- Betta albimarginata Kottelat and Ng, 1994
- Betta anabatoides Bleeker, 1851 –
- Betta antoni Tan & Ng, 2006
- Betta apollon Schindler & Schmidt, 2006
- Betta aurigans Tan & Ng, 2004
- Betta balunga Herre, 1940
- Betta bangka
- Betta bellica Sauvage, 1884 –
- Betta breviobesus Tan and Kottelat, 1998
- Betta brownorum Witte and Schmidt, 1992
- Betta bungbihn
- Betta burdigala Kottelat and Ng, 1994
- Betta channoides Kottelat and Ng, 1994
- Betta chini Ng, 1993
- Betta chloropharynx Kottelat and Ng, 1994
- Betta coccina Vierke, 1979
- Betta compuncta Tan & Ng, 2006
- Betta cracens Tan & Ng, 2005
- Betta dennisyongi Tan, 2013
- Betta dimidiata Roberts, 1989
- Betta edithae Vierke, 1984
- Betta enisae Kottelat, 1995
- Betta falx Tan and Kottelat, 1998
- Betta ferox Schindler & Schmidt, 2006
- Betta foerschi Vierke, 1979
- Betta fusca Regan, 1910 –
- Betta gladiator Tan & Ng, 2005
- Betta hendra Schindler & Linke, 2013
- Betta hipposideros Ng and Kottelat, 1994
- Betta ibanorum Tan and Ng, 2004
- Betta ideii Tan & Ng, 2006
- Betta imbellis Ladiges, 1975 –
- Betta krataios Tan & Ng, 2006
- Betta kuehnei Schindler & Schmidt, 2008
- Betta lehi Tan & Ng, 2005
- Betta livida Ng and Kottelat, 1992
- Betta macrostoma Regan, 1910 –
- Betta mahachai Panitvong, Nonn, 2002 –
- Betta mandor Tan & Ng, 2006
- Betta midas Tan, 2009
- Betta miniopinna Tan and Tan, 1994
- Betta obscura Tan & Ng, 2005
- Betta ocellata de Beaufort, 1933
- Betta pallida Schindler & Schmidt, 2004
- Betta pallifina Tan & Ng, 2005
- Betta pardalotos Hui, 2009[2]
- Betta patoti Weber and de Beaufort, 1922
- Betta persephone Schaller, 1986
- Betta pi Tan, 1998
- Betta picta (Valenciennes, 1846) –
- Betta pinguis Tan and Kottelat, 1998
- Betta prima Kottelat, 1994
- Betta pugnax (Cantor, 1849) –
- Betta pulchra Tan and Tan, 1996
- Betta raja Tan & Ng, 2005
- Betta renata Tan, 1998
- Betta rubra Perugia, 1893 –
- Betta rutilans Witte and Kottelat in Kottelat, 1991
- Betta schalleri Kottelat and Ng, 1994
- Betta siamorientalis Kowasupat, Panijpan, Ruenwongsa & Jeenthong, 2012
- Betta simorum Tan and Ng, 1996
- Betta simplex Kottelat, 1994
- Betta smaragdina Ladiges, 1972 –
- Betta spilotogena Ng and Kottelat, 1994
- Betta splendens Regan, 1910 –
- Betta stigmosa Tan & Ng, 2005
- Betta stiktos Tan & Ng, 2005
- Betta strohi Schaller and Kottelat, 1989
- Betta sukadan
- Betta taeniata Regan, 1910 –
- Betta tomi Ng and Kottelat, 1994
- Betta tussyae Schaller, 1985
- Betta uberis Tan & Ng, 2006
- Betta unimaculata (Popta, 1905) –
- Betta waseri Krummenacher, 1986

## Híbridos
- Betta splendens x imbellis híbrido entre Betta splendens y Betta imbellis.